# 35e bataillon du génie de l'air
Pour les articles homonymes, voir Bataillon du génie.
 (juin 2009).
Améliorez-le ou discutez des points à vérifier. 
Le 35e bataillon du génie de l'air était une unité formant corps de l'Armée de Terre de l'arme du Génie, mis à disposition du commandement de l’Armée de l'air. Les personnels du Génie de l'Air relevaient, pour les appelés, du contingent « Air » annuel, pour les personnels d'active, pratiquement tous du Génie-Terre, mais « prêtés » contre remboursement. Les hommes avaient donc la particularité de porter des fourreaux d'épaule mixtes air/génie (velours noir, galons génie et charognard type Armée de l'air).

## Création et différentes dénominations
Sa formation est intervenue comme suit :
- 28 octobre 1963, la 4e Compagnie du 15e régiment du génie de l'air est implantée définitivement sur la base aérienne d'Istres[1].
- 3 décembre 1971, le Ministre d'État chargé de la Défense Nationale décide de constituer à compter du 1er janvier 1972 la Compagnie 4/18 du Génie de l'Air en détachement autonome de type 4 C[2].
- 7 décembre 1972, le Ministre d'État chargé de la Défense Nationale décide, pour traduire son intention d'adapter de façon plus étroite les formations du Génie de l'Air, à l'organisation territoriale de l'Armée de l'Air et de faciliter la mobilisation de ces unités en leur conférant des structures "Paix" directement issues de leurs structures « Guerre », la transformation de la 4e Compagnie du 15e régiment du génie de l'air stationnée à Istres[3]. Son organisation est la suivante :
- 1973 : À compter du 1er janvier 1973, la 4e Compagnie du 15e régiment du génie de l'air est transformée en bataillon et prend l'appellation de 35e Bataillon du Génie de l'Air[4]. Stationné à Istres, sur la BA 125, baptisée Charles Monier, le 35e B.G.A. forme corps et s'administre comme tel. Il n'est pas doté d'emblème. L'incorporation et la formation élémentaire des personnels appelés sont assurés par le 15e régiment du génie de l'air. Le 35e Bataillon du Génie de l'Air assure la préparation de sa mobilisation. Il est recomplété dans ce cas en personnels d'active par des effectifs prélevés sur le 15e R.G.A. de Toul. De nombreux chantiers sont à porter à son actif notamment à Aix les Milles, Istres, Lyon Mont Verdun, Salon de Provence, Plateau d'Albion.
- Dissous en 1978.
- 1978 : les unités de l'ex-35e Bataillon du Génie de l'air sont rattachées administrativement au 45e Régiment du Génie de l'Air stationné à Toulouse-Balma (Haute-Garonne).
- 25e régiment du génie de l'air est transféré de Compiègne BA 552 à Istres BA 125 le 1er septembre 1996.

## Chefs de bataillon et chefs de corps
1973 : Chef de bataillon : Cdt Romain
1976: chef de bataillon : Colonel Favreau

## Devise

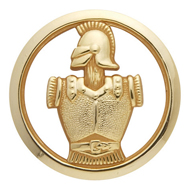
Insigne de béret du génie

## Drapeau
Il n'est pas doté d'emblème, seulement d'un fanion.

## Matériels
Engins de travaux publics, poids lourds, production et mise en œuvre de produits noirs et béton :
TBU Berliet et D8 Caterpillar.

## Personnalités ayant servi au35eRGA
Général Alain ADDÉ